# Ballsaal Lindengarten

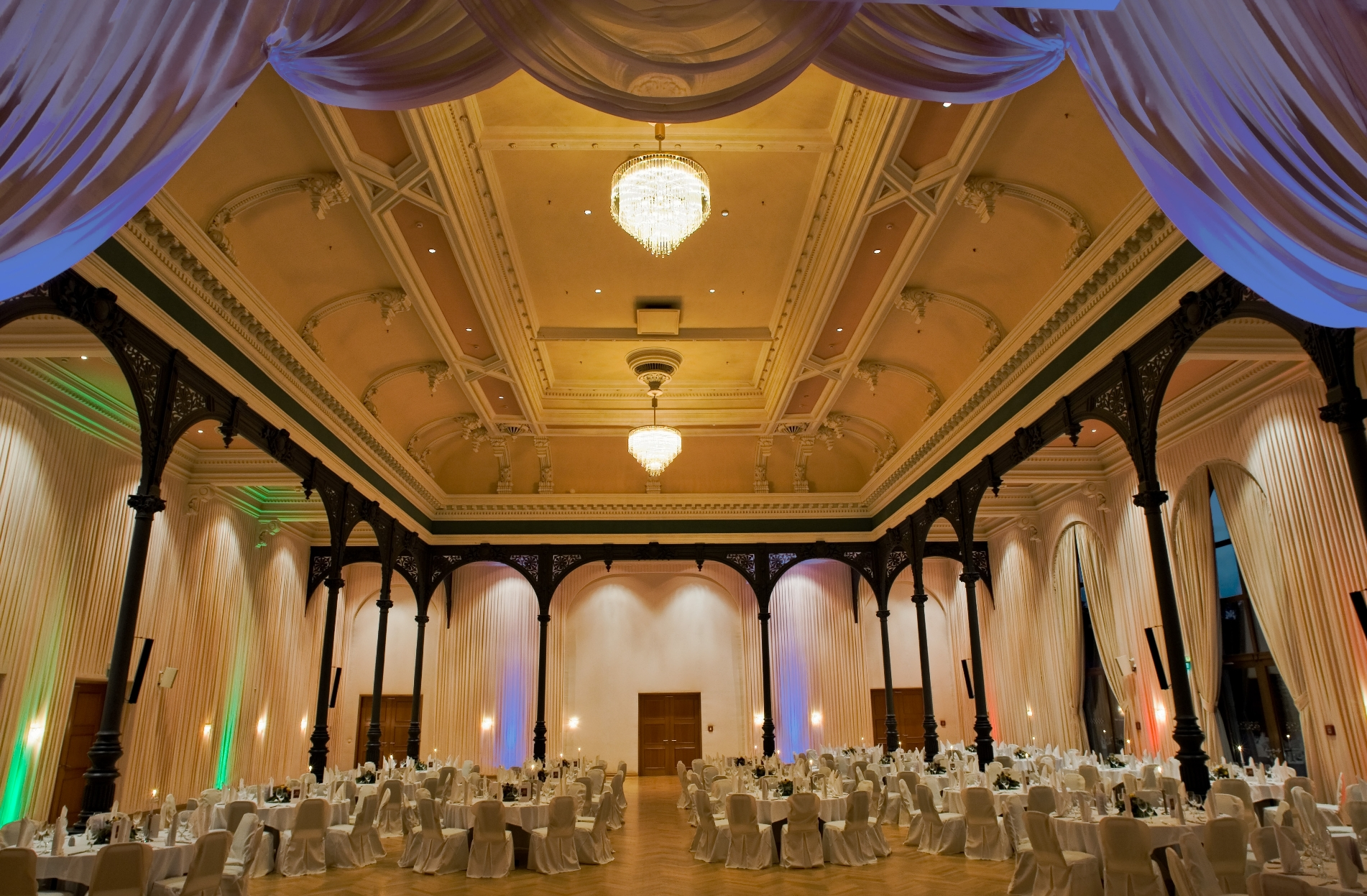
Ballsaal Lindengarten – Ausstattung für Galas

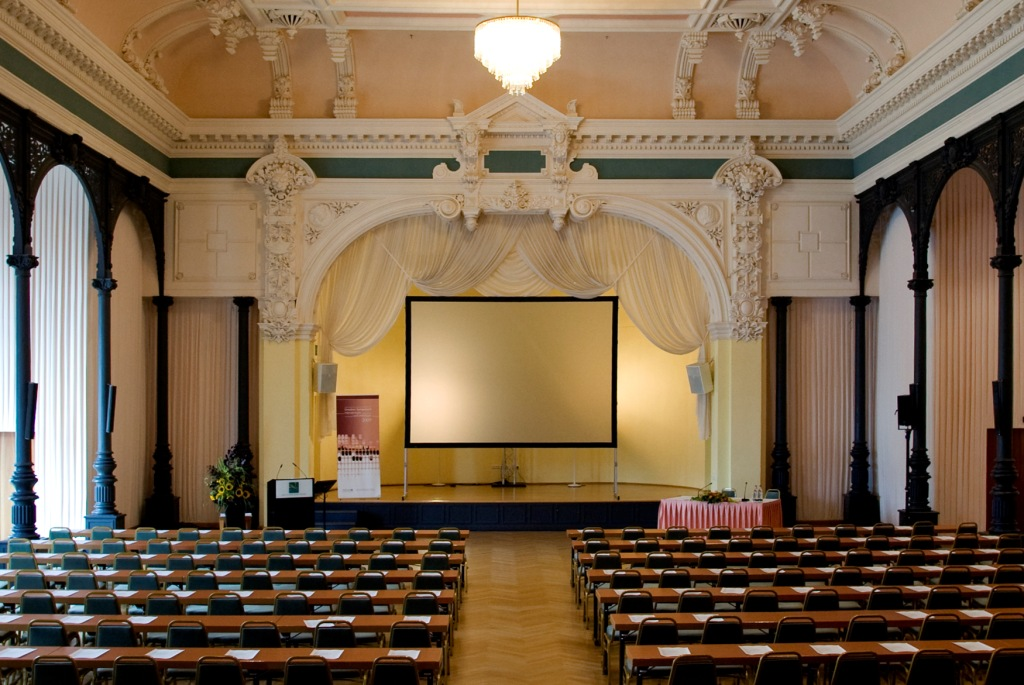
Ballsaal Lindengarten – Ausstattung als Konferenzraum

Der Ballsaal Lindengarten ist ein denkmalgeschützter Konferenz- und Veranstaltungsraum des „mightyTwice Hotel Dresden“ (bis 2021 Quality Hotel Plaza) an der Königsbrücker Straße in der Albertstadt. Der Raum entstand im 19. Jahrhundert als Ballsaal der Gaststätte „Lindengarten“ und wurde 1996 in den Hotelneubau integriert.

## Geschichte

### Der Beginn als Gaststätte
Im Jahr 1869 erwarb der Braumeister Samuel Gottlieb Naumann eine Branntwein-Ausschanklizenz von der Stadt Dresden. Zunächst betrieb er sein Lokal auf der Kreuzgasse in der Nähe des Altmarktes. 1881 gründete er die National Brauerei S. G. Naumann & Söhne und begann mit dem Bau einer neuen Brauerei an der Königsbrücker Straße 121. Zehn Jahre später wurde dort zusätzlich ein Brauerei-Ausschank zum Verkauf des eigenen Bieres eröffnet. Wegen der vielen großen Lindenbäume, die den angrenzenden Biergarten säumten, erhielt das Lokal den Namen „Lindengarten“. Um die Jahrhundertwende wurde für die Brauerei ein eigener Gleichstromgenerator installiert. Durch diesen wurde auch der „Lindengarten“ – viel früher als vergleichbare Lokale – mit elektrischem Strom versorgt.

### Sanierung und Aufschwung
Nach einer Totalsanierung entwickelte sich der „Lindengarten“ zum beliebten Tanz- und Ausflugslokal. Besonders Militärangehörige der angrenzenden Albertstadt gehörten zu den regelmäßigen Gästen. Zur Unterhaltung gab es in dem großen Biergarten einen Musikpavillon, Schießbuden und ein Kinderkarussell. Der Ballsaal wurde für Konzerte, Theateraufführungen und Tanzveranstaltungen genutzt. Der damalige Pächter Karl Naumann, Urenkel des Gründers Samuel Gottlieb Naumann, nannte den Familienbetrieb nun Konzert- und Veranstaltungshaus Lindengarten. Bis zum Tod Karl Naumanns 1986 blieb er in Privatbesitz.

### Nach dem Zweiten Weltkrieg bis 1989
Nach dem Zweiten Weltkrieg begann eine neue Ära für den „Lindengarten“. Während der Braubetrieb eingestellt wurde, blieb das Lokal auch weiterhin geöffnet.
Als alternative Spielstätte für die ausgebombten Dresdner Theater der Innenstadt fanden im Ballsaal des „Lindengarten“ bis 1961 regelmäßige Vorstellungen statt. In den 1960er Jahren entwickelte er sich zu einem gefragten Vergnügungs- und Tanzlokal, in dem bis zu 1000 Besucher Platz fanden. An den Saal wurde dafür eine neue Gaststube, eine Tanzdiele und eine Bar angebaut, so dass man zum einfachen Eintrittspreis unter dem Slogan Drei Säle – drei Kapellen – drei Möglichkeiten dreifache Unterhaltung geboten bekam. Das unter dem Namen „Li-Ga“ bekannte Tanzlokal blieb bis 1991 nach der Wende geöffnet.

### Restaurierung in den 1990er Jahren und heutige Nutzung
Nach 1990 verkaufte Johannes Naumann, der Bruder des früheren Pächters, das Grundstück mit dem unter Denkmalschutz stehenden „Lindengarten“. 1994 wurden alle Gebäude mit Ausnahme des historischen Ballsaales auf dem Grundstück abgerissen, bevor 1996 mit dem Bau des neuen Quality Hotel Plaza Dresden begonnen wurde. Der Saal wurde nach historischem Vorbild restauriert und in den Hotelneubau integriert. Der Ballsaal Lindengarten bietet heute Platz für bis zu 600 Personen und wird für Kongresse und weitere Veranstaltungen genutzt. Nach der Insolvenz des Quality Hotel Plaza im Jahr 2021 wurde dieses 2022 als mightyTwice Hotel wiedereröffnet.